# Коска и Нисироска епархия
Коската и Нисироска епархия (на гръцки: Ιερά Μητρόπολη Κώου και Νισύρου) e епархия на Вселенската патриаршия, разположена на егейските гръцки острови Кос и Нисирос. Диоцезът съществува от IV век. Титлата Митрополит на Кос и Нисирос, ипертим и екзарх на Цикладските острови (Μητροπολίτης Κώου καί Νισύρου, ὑπέρτιμος καί ξαρχος Κυκλάδων Νήσων) се носи от Натанаил.

## История
Кос става епископия на Родоската митрополия в 325 година. Около 1300 година става архиепископия. Островът е завладян от Латинската империя в 1204 година, от Родоските рицари в 1314 г. и на 5 януари 1523 година заедно с Нисирос са завладени от Османската империя. В 1912 година островите сават италиански, а от 1948 година - гръцки. По време на католическата власт на островите епархията е закрита. В 1523 година архиепископията е възстановена и на 11 април 1828 година е повишена в митрополия. В 1937 година остров Калимнос е придаден към митрополията и титлата на предстоятеля става митрополит на Кос и Калимнос, но в 1947 година е върнат към Лероската и епархията отново се казва само Коска. На 20 април 2004 година Нисирос е откъснат от Родоската митрополия и присъединен към Коската, а епархията получава сегашното си име.
Митрополията граничи с Лероската на север – остров Калимнос, Писидийската в Мала Азия на изток, Симийската на юг - остров Тилос, и с Лероската на северозапад – остров Астипалея. Катедрата е в град Кос на Кос. В епархията влиза и остров Яли.

## Предстоятели
Коски архиепископи
| Име        | Име      | Управление    | Забележка | Години   |
| ---------- | -------- | ------------- | --------- | -------- |
| Захарий II | Ζαχαρίας | 1790 – 1801 † |           | ? – 1801 |

Коски митрополити
| Име         | Име         | Управление                           | Забележка                                                    | Години      |
| ----------- | ----------- | ------------------------------------ | ------------------------------------------------------------ | ----------- |
| Захарий II  | Ζαχαρίας    | 1790 – 1801 †                        |                                                              | ? – 1801    |
| Герасим II  | Γεράσιμος   | март 1801 – 1838 †                   |                                                              | ? – 1838    |
| Кирил       | Κύριλλος    | март 1838 - юли 1840                 | във видински м.                                              | ? ≥ 1846    |
| Синесий     | Συνέσιος    | юли 1840 - 1842                      | от евхайтенски т.е. (юли 1838)                               |             |
| Кирил IV    | Κύριλλος    | 1842 - 1843 †                        | по-рано китроски е.; управлявал 9 месеца                     | ? – 1843    |
| Панкратий   | Παγκράτιος  | юли 1843 – 23 юли 1853               | подал оставка                                                | ? – 1872    |
| Кирил V     | Κύριλλος    | 25 юли 1853 - март 1867              | в еласонски м.                                               | ? – 1886    |
| Герман      | Γερμανός    | 10 март 1867 - 19 февруари 1876      | в родоски м.                                                 | 1835 – 1920 |
| Мелетий III | Μελέτιος    | 19 февруари 1876 - септември 1885 †  | от фанарски и ферсалски м.                                   | ? – 1885    |
| Павел       | Παύλος      | 14 октомври 1885 - юни 1888          | от скопелски т.е. (септември 1880); уволнен                  | ? ≥ 1901    |
| Атанасий II | Αθανάσιος   | юни 1888 - 1 юни 1893                | от метрески е., в сисанийски м.                              | ? – 1900    |
| Калиник     | Καλλίνικος  | 1 юни 1893 – 12 февруари 1900        | по-рано струмишки м., в парамитийски м.                      | ? – 1906    |
| Йоаким III  | Ιωακείμ     | 17 февруари 1900 – 14 февруари 1908  | от милитуполски т.е. (12 декември 1896), в костурски м.      | ? – 1911    |
| Никодим     | Νικόδημος   | 20 февруари 1908 – 31 юли 1908       | от визенски м., по-късно варненски м.                        | 1857 – 1935 |
| Агатангел   | Αγαθάγγελος | 31 юли 1908 - 24 юли 1924 †          | от еритрейски м.                                             | ? – 1924    |
| Емануил     | Εμμανουήλ   | 1 март 1947 - 23 май 1967            | в месемврийски т. м.                                         | 1887 – 1972 |
| Натанаил    | Ναθαναήλ    | 23 май 1967 - 14 август 1979 †       | от милитуполски т.е. (7 май 1956), милитуполски т. м. (1963) | 1919 – 1979 |
| Йезекиил    | Ιεζεκιήλ    | 16 септември 1979 - 14 декември 1982 | от писидийски м., подал оставка, 22 юли 1887 †               | 1913 – 1987 |

Коски и Нисироски митрополити
| Име         | Име        | Управление                          | Забележка                | Години   |
| ----------- | ---------- | ----------------------------------- | ------------------------ | -------- |
| Емилиан     | Αιμιλιανός | 14 декември 1982 - 23 февруари 2009 | от белгийски м.; уволнен | 1915 – ? |
| Натанаил II | Ναθαναήλ   | 8 март 2009                         |                          | 1960 -   |